# 曹源寺 (石狩市)
曹源寺（そうげんじ）は北海道石狩市弁天町20にある曹洞宗の寺院。幕末の石狩に建てられた4寺のひとつ。
1863年（文久3年）創建。
境内の馬頭観世音はもともと花畔（ばんなぐろ）北三線にあったもので、堤防工事の影響で移転してきたものである。

## ギャラリー

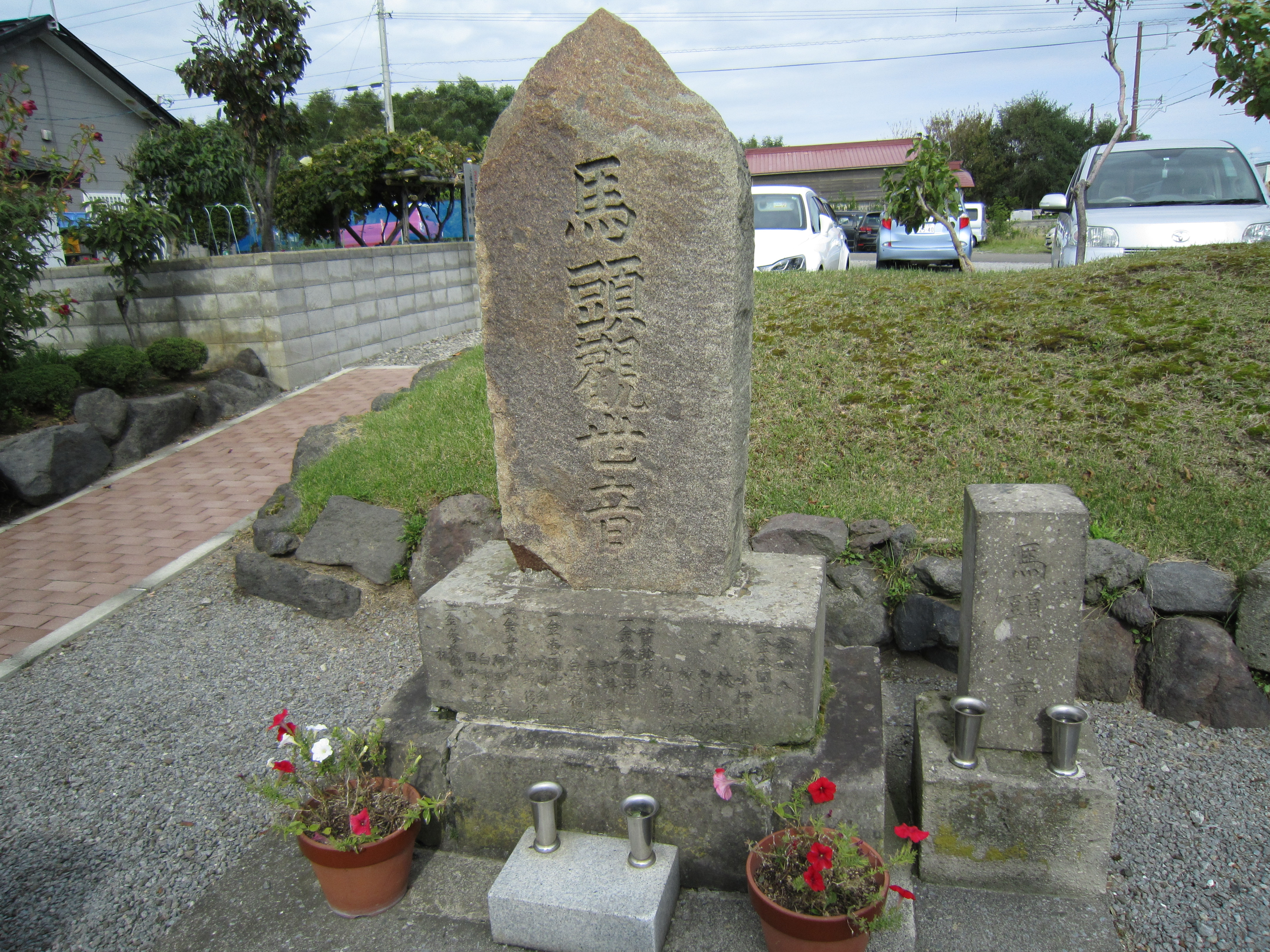
馬頭観世音